# معينة (إب)

تعديل مصدري - تعديل

معينة محلة تابعة لقرية نقيل الدجري، التابعة لعزلة بلادشار بمديرية إب إحدى مديريات محافظة إب في الجمهورية اليمنية.، بلغ تعداد سكانها 187 حسب تعداد اليمن لعام 2004.